# کونکوس
کونکوس (به اسپانیایی: Kunkus) یک کوه در پرو است که در Peru, Junín Region, Yauli Province, Huay-Huay District, Yauli District, Yauli واقع شده‌است. کونکوس ۵٬۰۰۰ متر بالاتر از سطح دریا واقع شده‌است.